# Tygodnik Finansowy
Tygodnik Finansowy – internetowy tygodnik wydawany w latach 1996–2010, jedno z pierwszych polskich e-czasopism. Założycielem i pierwszym redaktorem naczelnym tygodnika był krakowski dziennikarz i menedżer Tomasz Maciejowski.
Początkowo (w 1996 roku) tygodnik ukazywał się wyłącznie jako bezpłatny newsletter - pismo elektroniczne rozsyłane do subskrybentów pocztą e-mail. W 1997 roku została uruchomiona pierwsza strona www tygodnika (dostępna wówczas pod adresem tf.pl), w 1999 roku przekształcona w wortal finansowy. Istotną częścią serwisu był obszerny dział edukacyjny zawierający m.in. bogate opracowania dotyczące ekonomii, zarządzania, marketingu i finansów. W 2002 roku Tygodnik Finansowy uruchomił - wraz z portalem Interia.pl - specjalistyczny serwis poświęcony oszczędzaniu.
Od pierwszego do ostatniego wydania Tygodnik Finansowy pozostawał całkowicie bezpłatny, a jego rozwój był finansowany wyłącznie z reklam. W 2010 roku wydawca podjął decyzję o zakończeniu projektu.